# Nymphenburgi kastély
A nymphenburgi kastély egy barokk stílusban épült kastély Münchenben. A Wittelsbachok nyári rezidenciájaként először a középső traktus készült el. A munkát Agostino Barelli kezdte el 1664-ben olasz vidéki palazzók stílusában, majd Enrico Zuccalli folytatta 1673-tól, és két évvel később be is fejezte. Giovanni Antonio Viscardi 1702 és 1704 között négy lakótömböt és az ezeket a főépülettel összekötő szárnyakat építette meg. 1719-ben a déli részen kiegészült az udvari lóistállóval, majd 1723-ban északon a narancsház (Orangerie) is elkészült. Az épület északkeleti végén kapott helyet a nymphenburgi porcelánmanufaktúra 1747-ben. III. Miksa József választófejedelem újabb átépítést hajtatott végre a kastélyon belül, az ő nevéhez fűződik a díszterem kialakítása. Végül I. Lajos király megbízásából jött létre a Szép nők galériája 1827 és 1850 között, ahol 38 női portré található.
A kastély egy hatalmas épületegyüttes, amelynek középső része látogatható. Hatalmas park tartozik hozzá több tóval és az őket összekötő csatornarendszerrel. A park növényzetét nem nyírják mértani pontossággal, inkább hagyják természetes növekedésüket, ennek köszönhetően a park ösvényei szinte végig árnyékosak. A sok víz és a kristálytiszta levegő még a nyári kánikulában is kellemes felüdülést nyújt. A parkban többféle vízimadár éli gondtalan életét, és nevelgeti fiókáit.
A kastély egyik szárnyában van a kocsi-, és szánmúzeum, az emeleten egy porcelánmúzeum is található.